# 季米特洛夫格勒 (俄罗斯)
54°14′N 49°35′E / 54.233°N 49.583°E
季米特洛夫格勒是俄羅斯烏里揚諾夫斯克州東部的一個城市，位於梅列克斯河與大切列姆尚河匯合處。2002年人口130,871人。
1919年建市，稱梅列克斯（Мелеке́сс）。1972年以保加利亞共產黨領袖格奧爾基·季米特洛夫命名。

## 友好城市
- 保加利亚季米特洛夫格勒
- 乌克兰德羅霍貝奇
- 白俄羅斯利达
- 俄羅斯阿列克辛
- 俄羅斯奥布宁斯克
- Qayraqqum（英语：Qayraqqum）
- 俄羅斯新库兹涅茨克